# بيفل ليبيديف
بيفل ليبيديف (بالروسية: Павел Андреевич Лебедев)‏ هو متزلج فني روسي، ولد في 12 ديسمبر 1982 في سانت بطرسبرغ في روسيا.

## وصلات خارجية
- بيفل ليبيديف على موقع الاتحاد الدولي للتزلج (الإنجليزية)
- بيفل ليبيديف على موقع الاتحاد الدولي للتزلج (الإنجليزية)
- بيفل ليبيديف على موقع الاتحاد الدولي للتزلج (الإنجليزية)